# Eriksö naturreservat
Eriksö naturreservat är ett naturreservat i Södertälje kommun i Stockholms län. Reservatet bildades 1998 och är cirka 578 hektar stort, varav drygt 285 ha utgör vatten. I norr skiljer Norrsundet Eriksö från Kålsö naturreservat och i öster Klubbsundet från Mörkö. Ägare är Sveaskog och reservatsförvaltare är Länsstyrelsen i Stockholms län.

## Beskrivning
Reservatet har sitt namn efter halvön Eriksö som är nästan helt omflyten av vatten och kan nås via en träbro från Mörkö. Eriksö består främst av skogar och jordbrukslandskap, med havsstrandängar vilka har höga naturvärden. I beteshagarna finns många grova ekar, en del döda och därför uppskattade av insekter och hackspettar. På öns norra och södra delar överväger äldre, till stor del naturskogsartad barrskog.
Vattnet runt Eriksö är populärt fiskevatten. I väster märks öarna Björkholmen, Vassklubben och Lilla Lindskär som till sin helhet hör till reservatet. Här sammanfaller reservatsgränsen med gränsen för Trosa kommun. Över Eriksö sträcker sig några lättvandrade grusvägar som förbinder öns gårdar, Eriksö, Fridhem, Gullberga och Harburen. För övrigt finns ett nät av upptrampade skogsstigar. Genom Eriksös centrala delar går en markerad vandringsled som slutar i söder på Kättsö udd där det finns badmöjlighet. Bad finns även i Badhusviken nära Gullberga.

## Syftet med naturreservatet
Syftet med naturreservatet är enligt kommunen ”att bevara och vårda ett kustnära odlings- och skogslandskap med dess stora natur-, kultur- och skönhetsvärden samt värdefulla växt- och djurliv. Av särskilt stor vikt är att nuvarande odlingslandskap med strandängar, hagmarker och småskaligt jordbruk kan bibehållas. I skogsmarken skall särskilt ädellövskogen och vissa andra värdefulla skogsbiotoper säkerställas. Områdets landskapsbild värnas”.

## Bilder

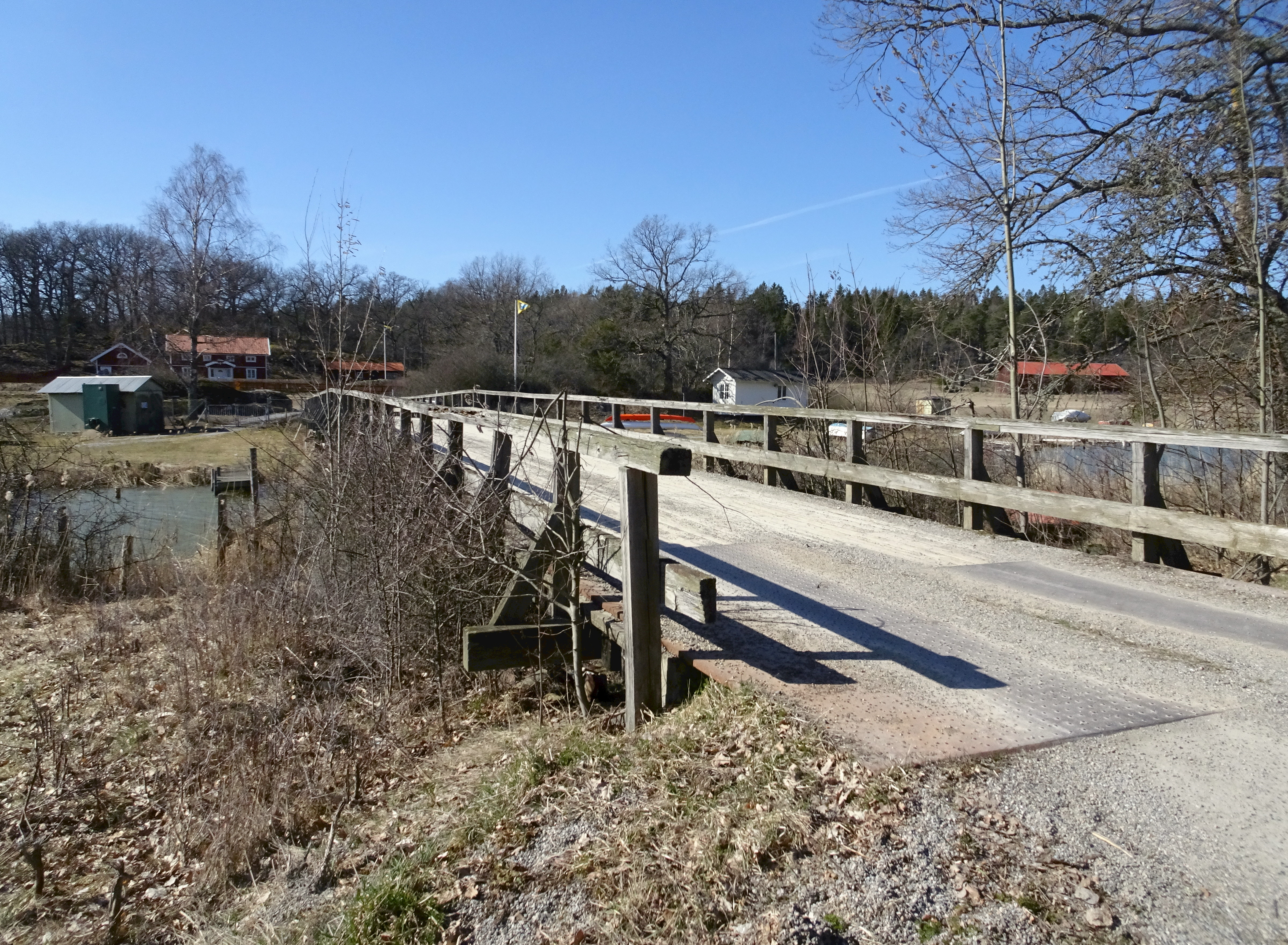
Bron över Kubbsundet mellan Eriksö och Mörkö.
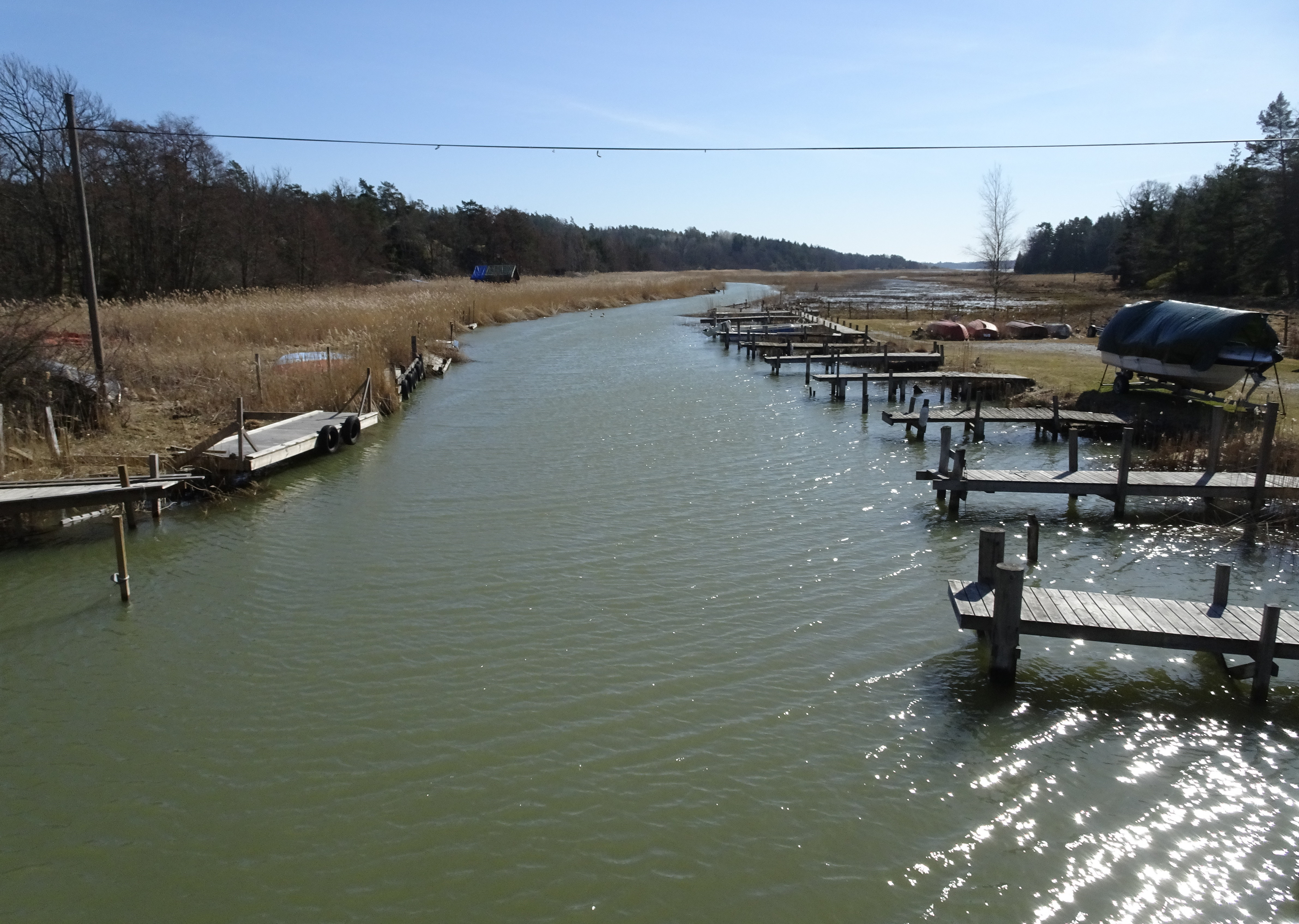
Klubbsundet, vy söderut.
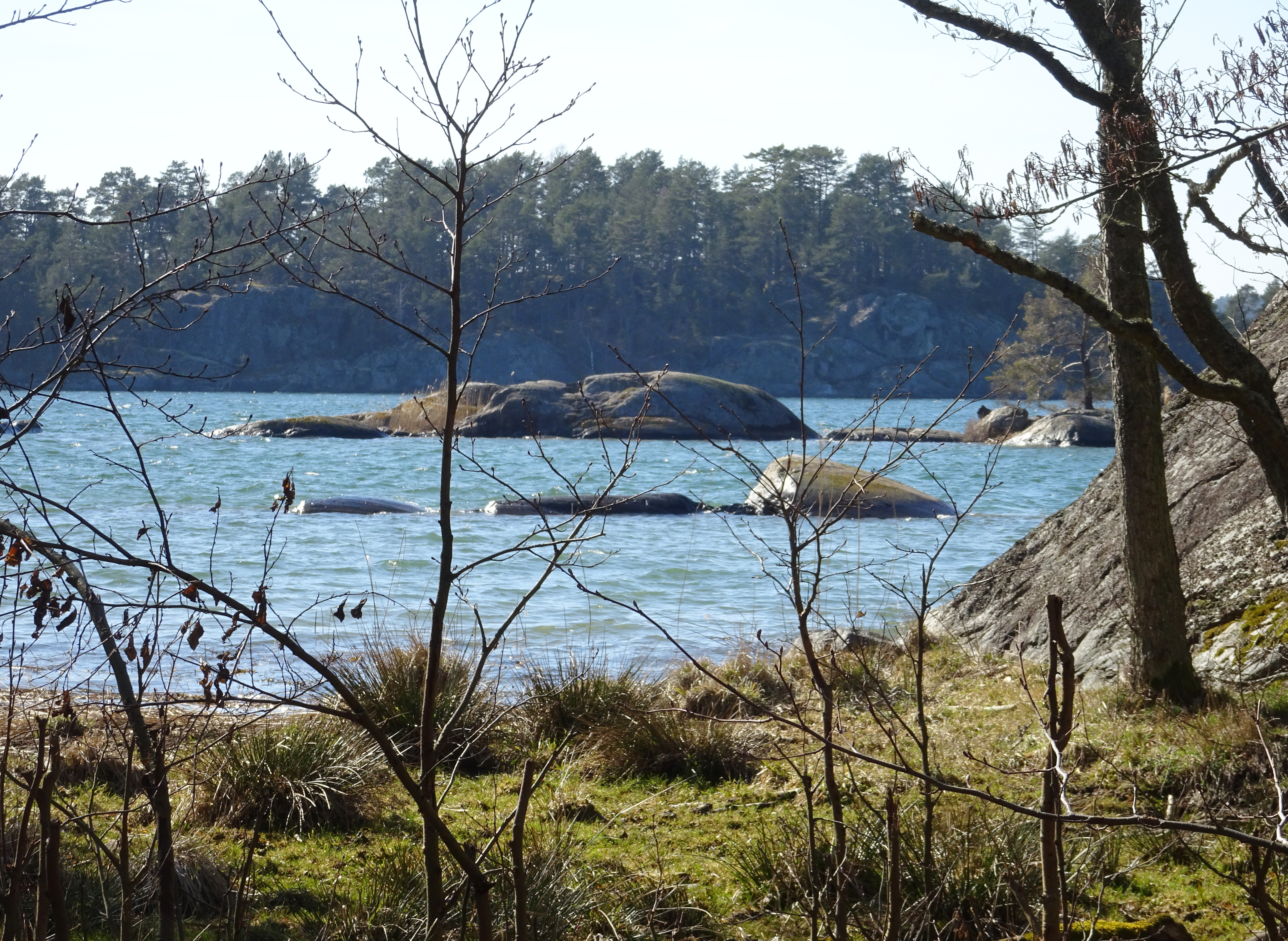
Ön Björkholmen och Vassklubben.
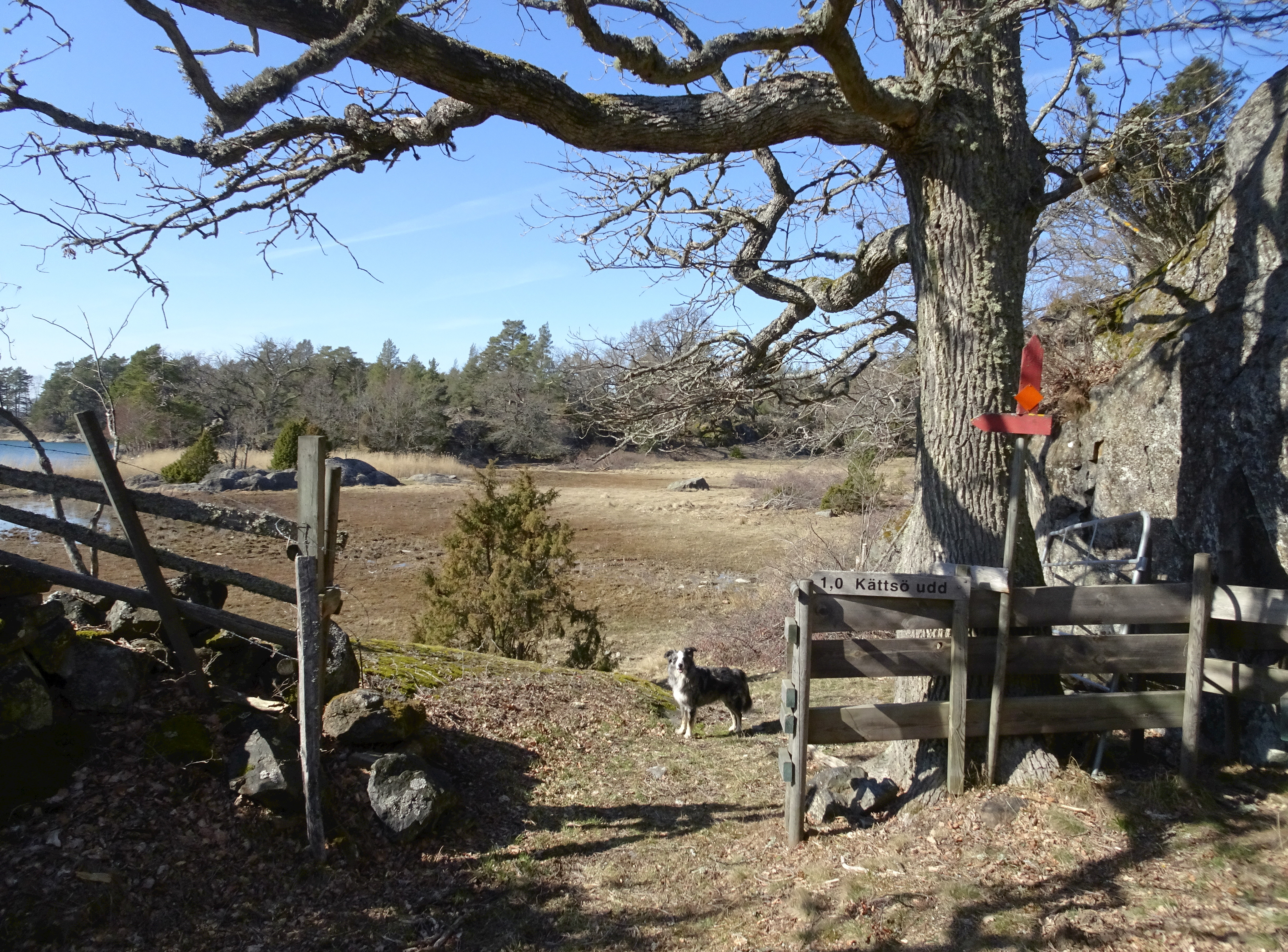
Vandringsled till Köttsö udd.
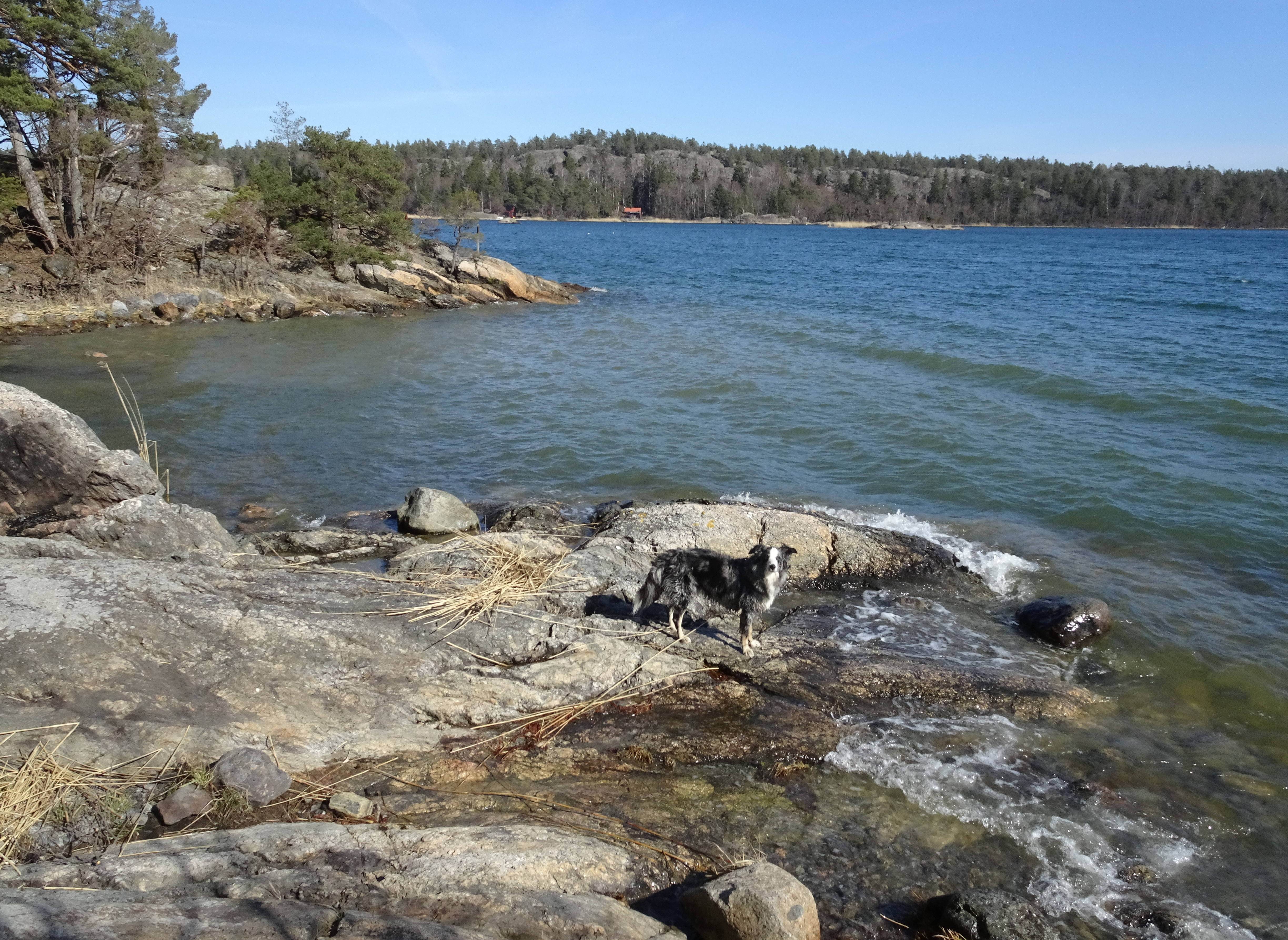
Kättsö udd, vy österut.
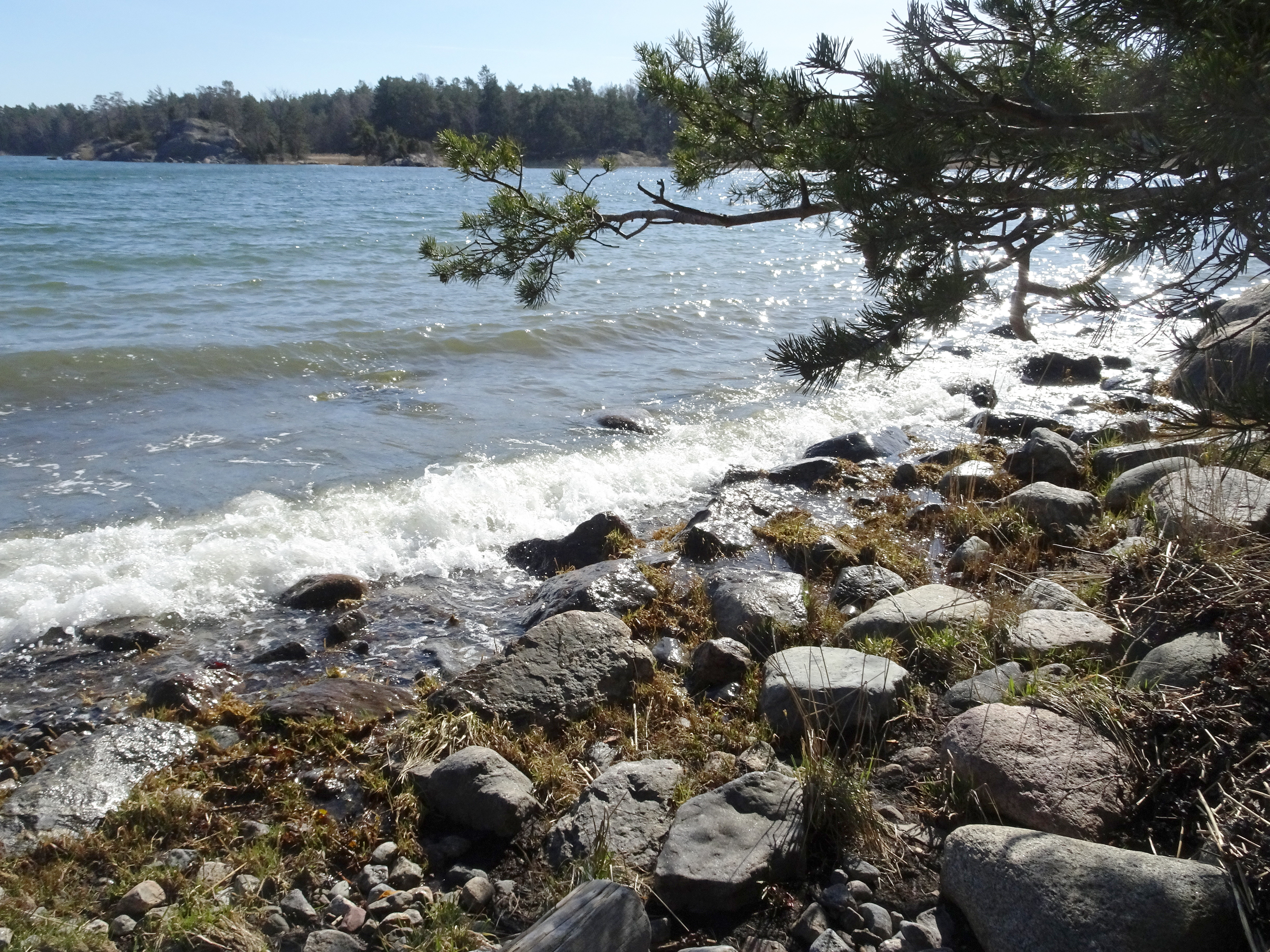
Kättsö udd, vy västerut.